# هسو كو تونغ
هسو كو تونغ (مواليد 22 سبتمبر 1983) هو سبّاح تايواني، مثّل بلاده في الألعاب الأولمبية الصيفية 2000.

## روابط خارجية
هسو كو تونغ على موقع الاتحاد الدولي للسباحة (الإنجليزية)
- هسو كو تونغ على موقع أوليمبيديا (الإنجليزية)